# Ambelania acida
Ambelania acida är en oleanderväxtart som beskrevs av Jean Baptiste Christophe Fusée Aublet. Ambelania acida ingår i släktet Ambelania och familjen oleanderväxter. Inga underarter finns listade i Catalogue of Life.